# Mydaus
Mydaus is een geslacht uit de familie van de stinkdieren. 

## Soorten
Het geslacht kent de volgende soorten:
- Mydaus javanensis – Maleise stinkdas
- Mydaus marchei – Filipijnse stinkdas